# Timarcha asturiensis
Timarcha asturiensis (лат.) — вид жуков из подсемейства хризомелин семейства листоедов.

## Распространение
Населяет территорию восточной и северной Испании.

## Подвиды
- Timarcha asturiensis asturiensis Kraatz, 1879
- Timarcha asturiensis convexifrons Fairmaire, 1880